# Mistrzostwa Świata w Piłce Siatkowej Mężczyzn 2002
Mistrzostwa świata w piłce siatkowej mężczyzn 2002 odbyły się w Argentynie w dniach 28 września-13 października 2002. Uczestniczyły w nich 24 drużyny. Mistrzostwo po raz pierwszy wywalczyła Brazylia.

## Drużyny uczestniczące
| Grupa A                              | Grupa B                         | Grupa C                        | Grupa D                                 | Grupa E                                    | Grupa F                     |
| ------------------------------------ | ------------------------------- | ------------------------------ | --------------------------------------- | ------------------------------------------ | --------------------------- |
| Argentyna Australia Chiny Portugalia | Włochy Kanada Chorwacja Polska* | Bułgaria Francja Rosja Tunezja | Jugosławia Hiszpania Japonia Kazachstan | Brazylia Egipt Stany Zjednoczone Wenezuela | Kuba Czechy Grecja Holandia |

*  Korea Południowa została zastąpiona przez  Polskę.

## Pierwsza runda

### Grupa A
San Juan
Wyniki
| Data  | Drużyna 1  | Wynik | Drużyna 2  | 1     | 2     | 3     | 4     | 5 | * |
| ----- | ---------- | ----- | ---------- | ----- | ----- | ----- | ----- | - | - |
| 29.09 | Argentyna  | 3:1   | Australia  | 22:25 | 25:18 | 31:29 | 32:30 |   |   |
| 29.09 | Portugalia | 3:1   | Chiny      | 16:25 | 25:21 | 25:19 | 25:11 |   |   |
| 30.09 | Portugalia | 3:1   | Australia  | 25:20 | 25:27 | 25:21 | 29:27 |   |   |
| 30.09 | Chiny      | 1:3   | Argentyna  | 30:32 | 19:25 | 26:24 | 21:25 |   |   |
| 01.10 | Australia  | 1:3   | Chiny      | 19:25 | 20:25 | 25:23 | 21:25 |   |   |
| 01.10 | Argentyna  | 3:1   | Portugalia | 21:25 | 25:22 | 25:22 | 25:22 |   |   |

Tabela
| Lp. | Drużyna    | Pkt | Mecze | Mecze | Mecze | Sety | Sety | Sety  | Małe punkty | Małe punkty | Małe punkty |
| Lp. | Drużyna    | Pkt | M     | W     | P     | wyg. | prz. | ratio | zdob.       | str.        | ratio       |
| --- | ---------- | --- | ----- | ----- | ----- | ---- | ---- | ----- | ----------- | ----------- | ----------- |
| 1   | Argentyna  | 6   | 3     | 3     | 0     | 9    | 3    | 3.000 | 312         | 289         | 1.080       |
| 2   | Portugalia | 5   | 3     | 2     | 1     | 7    | 5    | 1.400 | 286         | 267         | 1.071       |
| 3   | Chiny      | 4   | 3     | 1     | 2     | 5    | 7    | 0.714 | 270         | 282         | 0.957       |
| 4   | Australia  | 3   | 3     | 0     | 3     | 3    | 9    | 0.333 | 282         | 312         | 0.904       |

### Grupa B
Santa Fé
Wyniki
| Data  | Drużyna 1 | Wynik | Drużyna 2 | 1     | 2     | 3     | 4     | 5     | * |
| ----- | --------- | ----- | --------- | ----- | ----- | ----- | ----- | ----- | - |
| 29.09 | Włochy    | 3:0   | Chorwacja | 25:18 | 25:20 | 25:20 |       |       |   |
| 29.09 | Polska    | 3:1   | Kanada    | 25:23 | 22:25 | 26:24 | 25:21 |       |   |
| 30.09 | Polska    | 3:2   | Włochy    | 20:25 | 24:26 | 25:22 | 25:21 | 15:10 |   |
| 30.09 | Kanada    | 3:1   | Chorwacja | 25:22 | 22:25 | 25:17 | 25:23 |       |   |
| 01.10 | Włochy    | 3:0   | Kanada    | 25:20 | 26:24 | 25:17 |       |       |   |
| 01.10 | Chorwacja | 0:3   | Polska    | 21:25 | 18:25 | 18:25 |       |       |   |

Tabela
| Lp. | Drużyna   | Pkt | Mecze | Mecze | Mecze | Sety | Sety | Sety  | Małe punkty | Małe punkty | Małe punkty |
| Lp. | Drużyna   | Pkt | M     | W     | P     | wyg. | prz. | ratio | zdob.       | str.        | ratio       |
| --- | --------- | --- | ----- | ----- | ----- | ---- | ---- | ----- | ----------- | ----------- | ----------- |
| 1   | Polska    | 6   | 3     | 3     | 0     | 9    | 3    | 3.000 | 282         | 254         | 1.110       |
| 2   | Włochy    | 5   | 3     | 2     | 1     | 8    | 3    | 2.667 | 255         | 228         | 1.118       |
| 3   | Kanada    | 4   | 3     | 1     | 2     | 4    | 7    | 0.571 | 251         | 261         | 0.962       |
| 4   | Chorwacja | 3   | 3     | 0     | 3     | 1    | 9    | 0.111 | 202         | 247         | 0.818       |

### Grupa C
Buenos Aires
Wyniki
| Data  | Drużyna 1 | Wynik | Drużyna 2 | 1     | 2     | 3     | 4     | 5     | * |
| ----- | --------- | ----- | --------- | ----- | ----- | ----- | ----- | ----- | - |
| 29.09 | Tunezja   | 1:3   | Francja   | 23:25 | 25:20 | 17:25 | 11:25 |       |   |
| 29.09 | Bułgaria  | 3:0   | Rosja     | 28:26 | 25:19 | 25:23 |       |       |   |
| 30.09 | Rosja     | 1:3   | Francja   | 21:25 | 21:25 | 25:13 | 12:25 |       |   |
| 30.09 | Bułgaria  | 3:1   | Tunezja   | 21:25 | 33:31 | 25:12 | 25:15 |       |   |
| 01.10 | Francja   | 3:2   | Bułgaria  | 25:23 | 22:25 | 25:22 | 17:25 | 17:15 |   |
| 01.10 | Tunezja   | 0:3   | Rosja     | 19:25 | 13:25 | 23:25 |       |       |   |

Tabela
| Lp. | Drużyna  | Pkt | Mecze | Mecze | Mecze | Sety | Sety | Sety  | Małe punkty | Małe punkty | Małe punkty |
| Lp. | Drużyna  | Pkt | M     | W     | P     | wyg. | prz. | ratio | zdob.       | str.        | ratio       |
| --- | -------- | --- | ----- | ----- | ----- | ---- | ---- | ----- | ----------- | ----------- | ----------- |
| 1   | Francja  | 6   | 3     | 3     | 0     | 9    | 4    | 2.250 | 289         | 265         | 1.091       |
| 2   | Bułgaria | 5   | 3     | 2     | 1     | 8    | 4    | 2.000 | 292         | 257         | 1.136       |
| 3   | Rosja    | 4   | 3     | 1     | 2     | 4    | 6    | 0.667 | 222         | 221         | 1.005       |
| 4   | Tunezja  | 3   | 3     | 0     | 3     | 2    | 9    | 0.222 | 214         | 274         | 0.781       |

### Grupa D
Mar del Plata
Wyniki
| Data  | Drużyna 1  | Wynik | Drużyna 2  | 1     | 2     | 3     | 4     | 5     | * |
| ----- | ---------- | ----- | ---------- | ----- | ----- | ----- | ----- | ----- | - |
| 29.09 | Japonia    | 3:1   | Kazachstan | 26:24 | 25:20 | 29:31 | 25:10 |       |   |
| 29.09 | Hiszpania  | 1:3   | Jugosławia | 18:25 | 21:25 | 25:21 | 18:25 |       |   |
| 30.09 | Japonia    | 2:3   | Hiszpania  | 18:25 | 25:23 | 25:22 | 27:29 | 13:15 |   |
| 30.09 | Kazachstan | 0:3   | Jugosławia | 19:25 | 16:25 | 15:25 |       |       |   |
| 01.10 | Jugosławia | 3:0   | Japonia    | 25:21 | 25:15 | 25:20 |       |       |   |
| 01.10 | Hiszpania  | 3:1   | Kazachstan | 22:25 | 25:16 | 25:21 | 25:21 |       |   |

Tabela
| Lp. | Drużyna    | Pkt | Mecze | Mecze | Mecze | Sety | Sety | Sety  | Małe punkty | Małe punkty | Małe punkty |
| Lp. | Drużyna    | Pkt | M     | W     | P     | wyg. | prz. | ratio | zdob.       | str.        | ratio       |
| --- | ---------- | --- | ----- | ----- | ----- | ---- | ---- | ----- | ----------- | ----------- | ----------- |
| 1   | Jugosławia | 6   | 3     | 3     | 0     | 9    | 1    | 9.000 | 246         | 188         | 1.309       |
| 2   | Hiszpania  | 5   | 3     | 2     | 1     | 7    | 6    | 1.167 | 293         | 287         | 1.021       |
| 3   | Japonia    | 4   | 3     | 1     | 2     | 5    | 7    | 0.714 | 269         | 274         | 0.982       |
| 4   | Kazachstan | 3   | 3     | 0     | 3     | 2    | 9    | 0.222 | 218         | 277         | 0.787       |

### Grupa E
Córdoba
Wyniki
| Data  | Drużyna 1         | Wynik | Drużyna 2         | 1     | 2     | 3     | 4     | 5     | * |
| ----- | ----------------- | ----- | ----------------- | ----- | ----- | ----- | ----- | ----- | - |
| 29.09 | Wenezuela         | 0:3   | Brazylia          | 16:25 | 24:26 | 17:25 |       |       |   |
| 29.09 | Egipt             | 1:3   | Stany Zjednoczone | 22:25 | 25:23 | 20:25 | 20:25 |       |   |
| 30.09 | Brazylia          | 2:3   | Stany Zjednoczone | 22:25 | 25:20 | 27:25 | 31:33 | 12:15 |   |
| 30.09 | Wenezuela         | 3:0   | Egipt             | 25:14 | 25:22 | 25:19 |       |       |   |
| 01.10 | Egipt             | 0:3   | Brazylia          | 14:25 | 20:25 | 21:25 |       |       |   |
| 01.10 | Stany Zjednoczone | 3:0   | Wenezuela         | 26:24 | 25:18 | 33:31 |       |       |   |

Tabela
| Lp. | Drużyna           | Pkt | Mecze | Mecze | Mecze | Sety | Sety | Sety  | Małe punkty | Małe punkty | Małe punkty |
| Lp. | Drużyna           | Pkt | M     | W     | P     | wyg. | prz. | ratio | zdob.       | str.        | ratio       |
| --- | ----------------- | --- | ----- | ----- | ----- | ---- | ---- | ----- | ----------- | ----------- | ----------- |
| 1   | Stany Zjednoczone | 6   | 3     | 3     | 0     | 9    | 3    | 3.000 | 300         | 277         | 1.083       |
| 2   | Brazylia          | 5   | 3     | 2     | 1     | 8    | 3    | 2.667 | 268         | 230         | 1.165       |
| 3   | Wenezuela         | 4   | 3     | 1     | 2     | 3    | 6    | 0.500 | 205         | 215         | 0.953       |
| 4   | Egipt             | 3   | 3     | 0     | 3     | 1    | 9    | 0.111 | 197         | 248         | 0.794       |

### Grupa F
Salta
Wyniki
| Data  | Drużyna 1 | Wynik | Drużyna 2 | 1     | 2     | 3     | 4     | 5     | * |
| ----- | --------- | ----- | --------- | ----- | ----- | ----- | ----- | ----- | - |
| 29.09 | Holandia  | 3:0   | Grecja    | 25:15 | 25:15 | 25:22 |       |       |   |
| 29.09 | Czechy    | 1:3   | Kuba      | 30:28 | 22:25 | 19:25 | 23:25 |       |   |
| 30.09 | Grecja    | 3:0   | Kuba      | 25:21 | 25:21 | 25:19 |       |       |   |
| 30.09 | Holandia  | 3:2   | Czechy    | 15:25 | 27:25 | 25:19 | 25:27 | 15:11 |   |
| 01.10 | Kuba      | 1:3   | Holandia  | 18:25 | 17:25 | 25:16 | 21:25 |       |   |
| 01.10 | Czechy    | 3:2   | Grecja    | 22:25 | 25:22 | 23:25 | 25:17 | 15:10 |   |

Tabela
| Lp. | Drużyna  | Pkt | Mecze | Mecze | Mecze | Sety | Sety | Sety  | Małe punkty | Małe punkty | Małe punkty |
| Lp. | Drużyna  | Pkt | M     | W     | P     | wyg. | prz. | ratio | zdob.       | str.        | ratio       |
| --- | -------- | --- | ----- | ----- | ----- | ---- | ---- | ----- | ----------- | ----------- | ----------- |
| 1   | Holandia | 6   | 3     | 3     | 0     | 9    | 3    | 3.000 | 273         | 240         | 1.138       |
| 2   | Grecja   | 4   | 3     | 1     | 2     | 5    | 6    | 0.833 | 226         | 246         | 0.919       |
| 3   | Czechy   | 4   | 3     | 1     | 2     | 6    | 8    | 0.750 | 311         | 309         | 1.006       |
| 4   | Kuba     | 4   | 3     | 1     | 2     | 4    | 7    | 0.571 | 245         | 260         | 0.942       |

## Druga runda

### Grupa G
Buenos Aires
Wyniki
| Data  | Drużyna 1 | Wynik | Drużyna 2 | 1     | 2     | 3     | 4     | 5     | * |
| ----- | --------- | ----- | --------- | ----- | ----- | ----- | ----- | ----- | - |
| 04.10 | Włochy    | 3:2   | Bułgaria  | 31:33 | 25:22 | 23:25 | 25:18 | 15:13 |   |
| 04.10 | Argentyna | 3:2   | Japonia   | 25:21 | 21:25 | 25:27 | 25:21 | 16:14 |   |
| 05.10 | Japonia   | 1:3   | Włochy    | 18:25 | 20:25 | 28:26 | 16:25 |       |   |
| 05.10 | Argentyna | 3:1   | Bułgaria  | 25:20 | 22:25 | 25:14 | 25:19 |       |   |
| 06.10 | Japonia   | 3:2   | Bułgaria  | 25:19 | 25:23 | 22:25 | 22:25 | 17:15 |   |
| 06.10 | Argentyna | 3:1   | Włochy    | 25:17 | 24:26 | 25:22 | 25:20 |       |   |

Tabela
| Lp. | Drużyna   | Pkt | Mecze | Mecze | Mecze | Sety | Sety | Sety  | Małe punkty | Małe punkty | Małe punkty |
| Lp. | Drużyna   | Pkt | M     | W     | P     | wyg. | prz. | ratio | zdob.       | str.        | ratio       |
| --- | --------- | --- | ----- | ----- | ----- | ---- | ---- | ----- | ----------- | ----------- | ----------- |
| 1   | Argentyna | 6   | 3     | 3     | 0     | 9    | 4    | 2.250 | 308         | 271         | 1.137       |
| 2   | Włochy    | 5   | 3     | 2     | 1     | 7    | 6    | 1.167 | 305         | 292         | 1.045       |
| 3   | Japonia   | 4   | 3     | 1     | 2     | 6    | 8    | 0.750 | 301         | 320         | 0.941       |
| 4   | Bułgaria  | 3   | 3     | 0     | 3     | 5    | 9    | 0.556 | 296         | 327         | 0.905       |

### Grupa H
Córdoba
Wyniki
| Data  | Drużyna 1  | Wynik | Drużyna 2  | 1     | 2     | 3     | 4     | 5     | * |
| ----- | ---------- | ----- | ---------- | ----- | ----- | ----- | ----- | ----- | - |
| 04.10 | Portugalia | 3:2   | Hiszpania  | 19:25 | 22:25 | 25:21 | 25:20 | 15:13 |   |
| 04.10 | Polska     | 2:3   | Rosja      | 25:22 | 19:25 | 20:25 | 25:22 | 11:15 |   |
| 05.10 | Hiszpania  | 2:3   | Rosja      | 25:23 | 22:25 | 28:26 | 16:25 | 13:15 |   |
| 05.10 | Polska     | 1:3   | Portugalia | 22:25 | 34:32 | 20:25 | 22:25 |       |   |
| 06.10 | Portugalia | 0:3   | Rosja      | 24:26 | 15:25 | 20:25 |       |       |   |
| 06.10 | Hiszpania  | 1:3   | Polska     | 19:25 | 11:25 | 28:26 | 18:25 |       |   |

Tabela
| Lp. | Drużyna    | Pkt | Mecze | Mecze | Mecze | Sety | Sety | Sety  | Małe punkty | Małe punkty | Małe punkty |
| Lp. | Drużyna    | Pkt | M     | W     | P     | wyg. | prz. | ratio | zdob.       | str.        | ratio       |
| --- | ---------- | --- | ----- | ----- | ----- | ---- | ---- | ----- | ----------- | ----------- | ----------- |
| 1   | Rosja      | 6   | 3     | 3     | 0     | 9    | 4    | 2.250 | 299         | 263         | 1.137       |
| 2   | Portugalia | 5   | 3     | 2     | 1     | 6    | 6    | 1.000 | 272         | 278         | 0.978       |
| 3   | Polska     | 4   | 3     | 1     | 2     | 6    | 7    | 0.857 | 299         | 292         | 1.024       |
| 4   | Hiszpania  | 3   | 3     | 0     | 3     | 5    | 9    | 0.556 | 284         | 321         | 0.885       |

### Grupa J
Santa Fé
Wyniki
| Data  | Drużyna 1 | Wynik | Drużyna 2 | 1     | 2     | 3     | 4     | 5    | * |
| ----- | --------- | ----- | --------- | ----- | ----- | ----- | ----- | ---- | - |
| 04.10 | Brazylia  | 3:0   | Czechy    | 25:20 | 25:16 | 25:22 |       |      |   |
| 04.10 | Holandia  | 0:3   | Francja   | 24:26 | 16:25 | 16:25 |       |      |   |
| 05.10 | Brazylia  | 3:0   | Francja   | 25:22 | 25:21 | 25:21 |       |      |   |
| 05.10 | Holandia  | 3:2   | Czechy    | 23:25 | 30:28 | 25:20 | 22:25 | 15:8 |   |
| 06.10 | Brazylia  | 3:0   | Holandia  | 25:20 | 25:19 | 25:20 |       |      |   |
| 06.10 | Francja   | 3:1   | Czechy    | 23:25 | 25:18 | 25:23 | 25:19 |      |   |

Tabela
| Lp. | Drużyna  | Pkt | Mecze | Mecze | Mecze | Sety | Sety | Sety  | Małe punkty | Małe punkty | Małe punkty |
| Lp. | Drużyna  | Pkt | M     | W     | P     | wyg. | prz. | ratio | zdob.       | str.        | ratio       |
| --- | -------- | --- | ----- | ----- | ----- | ---- | ---- | ----- | ----------- | ----------- | ----------- |
| 1   | Brazylia | 6   | 3     | 3     | 0     | 9    | 0    | MAX   | 225         | 181         | 1.243       |
| 2   | Francja  | 5   | 3     | 2     | 1     | 6    | 4    | 1.500 | 238         | 216         | 1.102       |
| 3   | Holandia | 4   | 3     | 1     | 2     | 3    | 8    | 0.375 | 230         | 257         | 0.895       |
| 4   | Czechy   | 3   | 3     | 0     | 3     | 3    | 9    | 0.333 | 249         | 288         | 0.865       |

### Grupa K
Salta
Wyniki
| Data  | Drużyna 1         | Wynik | Drużyna 2         | 1     | 2     | 3     | 4     | 5     | * |
| ----- | ----------------- | ----- | ----------------- | ----- | ----- | ----- | ----- | ----- | - |
| 04.10 | Jugosławia        | 3:0   | Grecja            | 25:21 | 25:17 | 25:21 |       |       |   |
| 04.10 | Stany Zjednoczone | 3:0   | Chiny             | 25:23 | 30:28 | 25:19 |       |       |   |
| 05.10 | Chiny             | 0:3   | Jugosławia        | 20:25 | 18:25 | 22:25 |       |       |   |
| 05.10 | Stany Zjednoczone | 2:3   | Grecja            | 25:20 | 15:25 | 20:25 | 25:15 | 15:17 |   |
| 06.10 | Grecja            | 3:1   | Chiny             | 19:25 | 25:17 | 25:19 | 25:17 |       |   |
| 06.10 | Jugosławia        | 3:1   | Stany Zjednoczone | 25:22 | 25:21 | 21:25 | 25:23 |       |   |

Tabela
| Lp. | Drużyna           | Pkt | Mecze | Mecze | Mecze | Sety | Sety | Sety  | Małe punkty | Małe punkty | Małe punkty |
| Lp. | Drużyna           | Pkt | M     | W     | P     | wyg. | prz. | ratio | zdob.       | str.        | ratio       |
| --- | ----------------- | --- | ----- | ----- | ----- | ---- | ---- | ----- | ----------- | ----------- | ----------- |
| 1   | Jugosławia        | 6   | 3     | 3     | 0     | 9    | 1    | 9.000 | 246         | 210         | 1.171       |
| 2   | Grecja            | 5   | 3     | 2     | 1     | 6    | 6    | 1.000 | 255         | 253         | 1.008       |
| 3   | Stany Zjednoczone | 4   | 3     | 1     | 2     | 6    | 6    | 1.000 | 271         | 268         | 1.011       |
| 4   | Chiny             | 3   | 3     | 0     | 3     | 1    | 9    | 0.111 | 208         | 249         | 0.835       |

## Runda finałowa
Buenos Aires i Córdoba

### Ćwierćfinały
| Data  | Drużyna 1  | Wynik | Drużyna 2  | 1     | 2     | 3     | 4     | 5     | * |
| ----- | ---------- | ----- | ---------- | ----- | ----- | ----- | ----- | ----- | - |
| 09.10 | Portugalia | 0:3   | Jugosławia | 20:25 | 23:25 | 16:25 |       |       |   |
| 09.10 | Rosja      | 3:0   | Grecja     | 25:22 | 25:22 | 25:21 |       |       |   |
| 09.10 | Włochy     | 2:3   | Brazylia   | 23:25 | 23:25 | 25:23 | 28:26 | 13:15 |   |
| 09.10 | Argentyna  | 1:3   | Francja    | 25:14 | 27:29 | 23:25 | 18:25 |       |   |

### Mecze o miejsca 5-8.
| Data  | Drużyna 1 | Wynik | Drużyna 2  | 1     | 2     | 3     | 4 | 5 | * |
| ----- | --------- | ----- | ---------- | ----- | ----- | ----- | - | - | - |
| 10.10 | Włochy    | 3:0   | Portugalia | 25:23 | 25:19 | 25:17 |   |   |   |
| 10.10 | Argentyna | 3:0   | Grecja     | 25:23 | 25:23 | 25:20 |   |   |   |

Mecz o 7. miejsce
| Data  | Drużyna 1 | Wynik | Drużyna 2  | 1     | 2     | 3     | 4     | 5     | * |
| ----- | --------- | ----- | ---------- | ----- | ----- | ----- | ----- | ----- | - |
| 12.10 | Grecja    | 3:2   | Portugalia | 21:25 | 25:20 | 23:25 | 25:21 | 15:12 |   |

Mecz o 5. miejsce
| Data  | Drużyna 1 | Wynik | Drużyna 2 | 1     | 2     | 3     | 4     | 5     | * |
| ----- | --------- | ----- | --------- | ----- | ----- | ----- | ----- | ----- | - |
| 13.10 | Argentyna | 2:3   | Włochy    | 29:27 | 17:25 | 22:25 | 25:22 | 22:24 |   |

### Półfinały
| Data  | Drużyna 1 | Wynik | Drużyna 2  | 1     | 2     | 3     | 4     | 5    | * |
| ----- | --------- | ----- | ---------- | ----- | ----- | ----- | ----- | ---- | - |
| 10.10 | Brazylia  | 3:1   | Jugosławia | 26:24 | 22:25 | 27:25 | 25:23 |      |   |
| 10.10 | Francja   | 2:3   | Rosja      | 19:25 | 25:16 | 20:25 | 25:21 | 9:15 |   |

### Mecz o 3. miejsce
| Data  | Drużyna 1 | Wynik | Drużyna 2  | 1     | 2     | 3     | 4 | 5 | * |
| ----- | --------- | ----- | ---------- | ----- | ----- | ----- | - | - | - |
| 12.10 | Francja   | 3:0   | Jugosławia | 25:23 | 25:23 | 25:16 |   |   |   |

### Finał
| Data  | Drużyna 1 | Wynik | Drużyna 2 | 1     | 2     | 3     | 4     | 5     | * |
| ----- | --------- | ----- | --------- | ----- | ----- | ----- | ----- | ----- | - |
| 13.10 | Rosja     | 2:3   | Brazylia  | 25:23 | 25:27 | 20:25 | 25:23 | 13:15 |   |

## Nagrody indywidualne
| MVP               | Najlepszy punktujący | Najlepszy atakujący | Najlepszy blokujący | Najlepszy zagrywający | Najlepszy rozgrywający | Najlepszy libero | Najlepszy przyjmujący |
| ----------------- | -------------------- | ------------------- | ------------------- | --------------------- | ---------------------- | ---------------- | --------------------- |
| Marcos Milinkovic | Marcos Milinkovic    | André Nascimento    | João José           | Frantz Granvorka      | Maurício Lima          | Hubert Henno     | Pablo Meana           |

## Klasyfikacja końcowa
| Miejsce | Reprezentacja     |
| ------- | ----------------- |
| złoto   | Brazylia          |
| srebro  | Rosja             |
| brąz    | Francja           |
| 4.      | Jugosławia        |
| 5.      | Włochy            |
| 6.      | Argentyna         |
| 7.      | Grecja            |
| 8.      | Portugalia        |
| 9.      | Japonia           |
| 10.     | Holandia          |
| 11.     | Polska            |
| 12.     | Stany Zjednoczone |
| 13-14.  | Bułgaria          |
| 13-14.  | Chiny             |
| 15-16.  | Czechy            |
| 15-16.  | Hiszpania         |
| 17-20.  | Kanada            |
| 17-20.  | Wenezuela         |
| 17-20.  | Australia         |
| 17-20.  | Chorwacja         |
| 21-24.  | Kuba              |
| 21-24.  | Egipt             |
| 21-24.  | Tunezja           |
| 21-24.  | Kazachstan        |